# Manometro differenziale
Il manometro differenziale è un particolare tipo di manometro che misura la differenza di pressione tra due ambienti.

## Tubo manometrico
Nel caso si usi un tubo manometrico ogni ambiente sarà collegato con un'estremità del tubo.
Data ρ la densità del fluido (supposto incomprimibile) all'interno dello strumento e H la differenza di altezza del liquido nei due rami del tubo si avrà che:
{\displaystyle \Delta P=\rho \cdot g\cdot H}
dove ΔP è la differenza di pressione fra i due ambienti e g la costante di accelerazione di gravità.

## Applicazioni
Una delle possibili applicazioni dei manometri differenziali, che in questo caso possono essere a colonna di liquido o a quadrante, si trova nella ventilazione, specificatamente nelle centrali trattamento aria (UTA o CTA), dove viene utilizzato per determinare il grado di sporcamento dei filtri aria, indicando visivamente il punto in cui conviene sostituirli o pulirli.
La pressione relativa o ΔP può essere positiva o negativa. Negli pneumatici gonfi e nel sistema cardiocircolatorio, la pressione assoluta è maggiore di quella atmosferica, cosicché la pressione relativa è una quantità positiva (chiamata sovrappressione). Se si aspira un liquido da una cannuccia, la pressione assoluta dei polmoni è inferiore alla pressione atmosferica. La pressione relativa dei polmoni è quindi una quantità negativa.